# أنطونيو ستراديفاري
أنطونيو ستراديفاري (Antonio Stradivari) (ولد 1644م – تُوفِيَ في 18 من ديسمبر 1737م) كان صانع آلات موسيقية إيطاليًا وحرفيًا متخصصًا في صناعة آلات وترية مثل الكمان والكمان الجهير والقيثارة والكمان المتوسط والقيثار. وعمومًا يعتبر ستراديفاري أكثر الحرفيين بروزًا وعظمة في مجاله. والشكل اللاتيني لاسمه الأخير، ستراديفاريوس (Stradivarius)، وأيضًا «ستراد» (Strad) بالعامية، عادةً ما يستخدمان للإشارة إلى آلاته. ويُقدر أنه صنع من 1000 إلى 1100 آلة، وأن حوالي 650 من هذه الآلات قد ظلت حتى الآن من بينها 450 إلى 512 كمان.

## وصلات خارجية
- أنطونيو ستراديفاري على موقع الموسوعة البريطانية (الإنجليزية)
- أنطونيو ستراديفاري على موقع ميوزك برينز (الإنجليزية)
- أنطونيو ستراديفاري على موقع إن إن دي بي (الإنجليزية)
- أنطونيو ستراديفاري على موقع ديسكوغز (الإنجليزية)
- Nippon Music Foundation
- Stradivari Society
- Violin Making at The Violin Site
- The National Music Museum
- Real Conservatorio Superior de Música, Madrid
- Information on Antonio Stradivari
- The Metropolitan Museum of Art
- Antonius Stradivarius

### المقالات
- Secrets of the Stradivari
- Wali، Kameshwar C. (Spring 2000). "William F. Fry: A Physicist's Quest for the "Secrets" of Stradivari". Wisconsin Academy Review. ج. 46 ع. 2. مؤرشف من الأصل في 2019-12-09.
- Cremona Violins - A Physicist's Quest for the Secrets of Stradivari by Kameshwar C Wali - Preface, Chap. 1
- Digital Stradivari: computer models of violins reveal master luthier’s techniques, 13 November 2009

### الفيديو
- William F. "Jack" Fry: Solving the Stradivarius Secret; Video Lecture (25 March 2009)

## الكتب التاريخية
- Antoine Stradivari, luthier célèbre connu sous le nom de Stradivarius By François-Joseph Fétis, Jean-Baptiste Vuillaume